# Izjaslav Vladimirovič
Izjaslav I. Vladimirovič, bělorusky Ізяслаў Уладзіміравіч – Izjaslau Uladzimiravič, (978–1001 Polock) byl v letech 986–1001 polocký kníže, vnuk Ragnvalda I., syn Rognedy a Vladimira I. Svatého, zakladatel polocké větve Rurikovců.

## Život
Letopisy se o něm příliš nezmiňují a ani jméno jeho manželky není známo. Roku 987 po nezdařeném atentátu své matky Rognedy na knížete Vladimira byl s ní poslán do města Izjaslav (dnes Zjaslavl), kde 988 spolu s bratry přijal křest. Roku 989 dostal údělem Polocké knížectví. Podle kronik měl Izjaslav mírnou a laskavou povahu a své sídlo patrně přenesl na bezpečnější místo, dnešní Polock. V roce 1001 zemřel a zanechal po sobě dva syny.
O sto let později zapsal kronikář pověst o tom, jak Vladimír chtěl manželku po atentátu usmrtit, ale malý Izjaslav tomu zabránil: podal otci meč a řekl: "Nebudeš sám, já budu svědkem". Vladimír však po poradě s bojary dal Rognedě území, které mu sama přinesla jako věno a kde pak za nezletilého Izjaslava možná vládla.

## Pečeť
Otisk pečeti, kterou Izjaslav I. Vladimirovič za své vlády používal, se nalezl roku 1954 v Novgorodě. Je vyražena na olověném pásku, který byl řemínkem přivázán k listině, a je asi nejstarším dokladem písma na území východní Evropy, neboť se datuje do roku 986. Na líci (aversu) je Izjaslavův znak (trojzubec s křížkem na prostředním zubu) a písmena OΝΖAC**OΖ, což lze doplnit na OΝΖACΛΑOZ a patrně znamená cyrilský zápis řeckého jména ho Izaslaos. Na rubu jsou písmena ГРΑΔ*****, což lze doplnit na ГРΑΔΠΛΤСΚ (Grad Pltsk).

## Děti
- Vseslav I. Izjaslavič – polocký kníže (1001–1003)
- Brjačislav I. Izjaslavič – polocký kníže (1003–1044)